# Арасланово (село, Челябинская область)
Арасла́ново — село в Нязепетровском районе Челябинской области России. Входит в состав Шемахинского сельского поселения.

## География

с. Арасланово. Панорамный снимок

Находится на Среднем Урале, в области стыка горно-лесной зоны и Месягутовского лесостепного острова, на левом берегу реки Уфы, у устья реки Алдакуль, на западном склоне Уральских гор, в предгорье Бардымского хребта. Средняя высота села над уровнем моря 276 м, перепад высот от самой нижней точки, до самой верхней составляет 30 м. На расстоянии 1 км к западу от села находится гора Алдакульская (346 м), в 10 км к востоку — гора Зюрян (высшая точка Бардымского хребта, 563 м) и гора Слямь (536 м).
Село расположено в 25 км северо-западнее районного центра города Нязепетровска. В нескольких километрах от села проходят административные границы с Свердловской областью: с запада Артинский район, с севера и северо-запада  Нижнесергинский район, и Республикой Башкортостан: с юга и юго-запада Белокатайский район.
В окрестностях села находятся многочисленные скалы, пещеры, особо охраняемые природные территории «Участок реки Уфа между Тимофеевым и Зайкиным камнями», «Дубовая роща в окрестностях села Шемаха» (в 5 км западнее села), «Шемахинское карстовое поле» (в 6 км севернее села).
В окрестностях села обитают редкие и занесённые в Красную книгу Челябинской области: аполлон обыкновенный (лат. Parnassius apollo), степной прыткий муравей (лат. Formica cunicularia), гнездовка настоящая (лат. Neottia nidus-avis), минуариция Крашенинникова (лат. Minuartia krascheninnikovii), трутовик лакированный (лат. Ganoderma lucidum).

## Название
Татарское название села тат. Арыслан . Существуют 2 версии происхождения названия села:
- Одного из первых переселенцев-основателей села звали Арыслан, отсюда произошло русифицированное в дальнейшем название селения (тат. Арыслан — мужскоё имя встречаемое часто у татар-мишарей[16] так, в материалах ревизии от 1834 года есть некий Габбас Арысланов (1744—1824), сын Арыслана + тат. авыл — село, деревня)[17][18];
- Одна из скал («Араслановская», местное название «Өй-таш») на окраине села, ниже по течению реки, с определенной точки наблюдения напоминает огромного льва, лежащего и пьющего воду из реки (тат. арыслан — лев[19]). Предположительно, отсюда и произошло русифицированное название основанного рядом селения. Местное же название скалы, объясняется наличием в ней пещеры (тат. өй — дом, тат. таш — камень, скала). Кстати, многие авторы скалу «Араслановская», примыкающую к реке, ошибочно называют «Роговик». Хотя скала-останец «Роговик» находится чуть выше по течению в сторону села и к реке не примыкает и при взгляде на неё со стороны села напоминает голову носорога с рогом.

Более древнее название села Кучум, возможно от «күчү» — переселяться, переезжать..

## История

### Основание селения
Село было основано переселенцами в 1663 году на землях принадлежавшим башкирам рода упей, которые на вотчинных правах владели ею.
С начала XVII века эти территории начали активно заселяться гайнинцами после потерь своих вотчинных земель в Прикамье. В связи с освоением Сибири Ермаком и последующим началом промышленного освоения Урала, происходили массовые переселения, оседания и образования селений русских, татар и представителей других национальностей на территории, принадлежащие до этого гайнинцам и упейцам, в результате со временем численность приезжих этносов превысило численность упейцев, которые остались в меньшинстве. Земли упейцев стали зажаты с одной стороны владениями заводов (Михайловский, Верхне- и Нижнесергинские), а с другой — поселениями переселенцев. Это приводило к ассимиляции упейцев, которые, возможно в силу схожих языковых и бытовых обычаев более сильнее перемешивались с татарами, либо были крещены.
В начальный период кантонной системы управления село относилось к 5-му юрту Второго кантона Башкиро-мещерякского войска. По данным ревизии 1834 года, в селении проживали тептяри, в 45 дворах было зафиксировано 120 душ мужского пола и 124 женского пола. Жители владели 92 730 десятинами земли, что в 26 раз превышало установленную норму для данного сословия. Причину этого А. З. Асфандияров, считает то, что несмотря на отношение жителей села к тептярям и служилым татарам, башкиры-упейцы припустившие их на свои вотчины оставались владельцами грамот на владение своих обширных земель. Об этом свидетельствуют, также архивные данные по соседнему селу Шемахе, когда принадлежащие им свои вотчинные земли на левом берегу Уфы упейцы сдавали в аренду за плату приезжим крестьянам, а те пускали жить и других переселенцев (то есть принадлежность права на землю упейцам не означает что они сами эти земли возделывали и жили на ней):

«…земли сии Унейскими башкирцами с издавна уступлены к проданным ими в 1756 году землям правого берега Уфы, и жители Сорокинской Пристани пользовались ими с давних времен, и гораздо раньше 1756 года без всякого со стороны чьего-либо помешательства»— Государственный архив Свердловской области. Фонд 24. Опись 23. Дело 5170. Лист 330
По материалам ревизии 1859 года, в селении при 63 дворах проживало 189 мужчин и 192 женщины, жители села названы припущенниками, то есть безземельными переселенцами, селившимися на землях, принадлежавших башкирским общинам. В «Этнографической карте Европейской России» (1851 г.) П. И. Кеппена, село было отмечено под названием Арасланкова, а в «Этнографической карте Европейской России» (1875 г.) А. Ф. Риттиха — под названием Арасланова. Карты составлены на основе статистических данных, в том числе материалов ревизии, списков населённых мест и т. д. В обеих картах село указано как населённое башкирами. Местность возле селения закрашена как принадлежавшая башкирам. Но в результатах более поздних переписей населения, население села считается тептярями и татарами. Село отмечено как Арасланова и на «Карте земель Оренбургского, Уральского и Башкирского казачьих войск в 1858 году» в «Атласе земель иррегулярных войск».
Первоначально селение располагалось в 1-1,5 км юго-западнее от современного месторасположения, у устья реки Сахарки, левого притока реки Уфа.
В окрестностях села в пещерах скалы Яманташ (тат. «яман» — плохой, обманчивый) обнаружены и исследованы наскальные рисунки, датированные поздним железным веком Араслановская писаница.

### Административно-территориальное обустройство
В связи с неоднократным изменением административных границ субъектов России, селение в разные годы входило в состав разных административно-территориальных единиц:
- Казанского царства (до 1708 г.);
- Уфимского воеводства Казанской губернии (1708—1709 гг.)  с образованием Казанской губернии;
- Уфимской провинции Казанской губернии (1709—1728 гг.)  с созданием провинций Казанской губернии;
- Уфимской провинции (1728—1744 г. г.) — с переподчинением Уфимской провинции;
- Уфимской провинции Оренбургской губернии (1744—1775 гг.) с созданием Оренбургской губернии;
- Оренбургской губернии (1775—1781 г. г.)  с упразднением провинций;
- Красноуфимского уезда Пермской области Пермского намесничества (1781—1796 гг.) с созданием Пермского намесничества;
- Упейской (Шокуровской) волости Красноуфимского уезда Пермской губернии (1796—1923 гг.) с созданием Пермской губернии (в составе Кущинского кантона с начала 1919 г. в связи с созданием Автономной Советской Башкирской Республики и включением в её состав Шакуровской волости; с сентября 1919 г. — в составе Дуван-Кущинского; с 1922 г. — в составе Месягутовского кантонов этой республики);

- Михайловского района Екатеринбургского округа Уральской области (1923—1930 г. г.) с созданием Уральской области (Свердловского округа Уральской области (1924—1930 г. г.) с переименованием Екатеринбургского округа в Свердловский округ);
- Араслановского сельского совета Михайловского района Уральской области (1930—1932 гг.) с упразднением округов Уральской области;
- Араслановского сельского совета Нязе-Петровского района Уральской области (1932—1934 гг.) с укрупнением районов Уральской области[34];
- Нязепетровского района Челябинской области (с 1934 г.) с созданием Челябинской области.

- Казанского царства (до 1708 г.)
- Уфимского воеводства Казанской губернии (1708—1709 г. г.) — с образованием Казанской губернии;
- Уфимской провинции Казанской губернии (1709—1728 г. г.) — с созданием провинций Казанской губернии;
- Уфимской провинции (1728—1744 г. г.) — с переподчинением Сенату Уфимской провинции;
- Уфимской провинции Оренбургской губернии (1744—1775 г. г.) — с созданием Оренбургской губернии;
- Оренбургской губернии (1775—1781 г. г.) — с упразднением провинций;
- Красноуфимского уезда Пермской области Пермского намесничества (1781—1796 г. г.) — с созданием Пермского намесничества;
- Упейской (Шокуровской) волости Красноуфимского уезда Пермской губернии (1796—1923 гг.) — с созданием Пермской губернии (в составе Кущинского кантона с начала 1919 г. в связи с созданием Автономной Советской Башкирской Республики и включением в её состав «Шакуровской волости»; с сентября 1919 г. — в составе Дуван-Кущинского; с 1922 г. — в составе Месягутовского кантонов этой республики);

- Михайловского района Екатеринбургского округа Уральской области (1923—1930 г. г.) — с созданием Уральской области (Свердловского округа Уральской области (1924—1930 г. г.) — с переименованием Екатеринбургского округа в Свердловский округ);
- Араслановского сельского совета Михайловского района Уральской области (1930—1932 гг.) — с упразднением округов Уральской области;
- Араслановского сельского совета Нязе-Петровского района Уральской области (1932—1934 гг.) — с укрупнением районов Уральской области[34];
- Нязепетровского района Челябинской области (с 1934 г.) — с созданием Челябинской области.

- Казанского царства (до 1708 г.)
- Уфимского воеводства Казанской губернии (1708—1709 г. г.) — с образованием Казанской губернии;
- Уфимской провинции Казанской губернии (1709—1728 г. г.) — с созданием провинций Казанской губернии;
- Уфимской провинции (1728—1744 г. г.) — с переподчинением Сенату Уфимской провинции;
- Уфимской провинции Оренбургской губернии (1744—1775 г. г.) — с созданием Оренбургской губернии;
- Оренбургской губернии (1775—1781 г. г.) — с упразднением провинций;
- Красноуфимского уезда Пермской области Пермского намесничества (1781—1796 г. г.) — с созданием Пермского намесничества;
- Упейской (Шокуровской) волости Красноуфимского уезда Пермской губернии (1796—1923 гг.) — с созданием Пермской губернии (в составе Кущинского кантона с начала 1919 г. в связи с созданием Автономной Советской Башкирской Республики и включением в её состав «Шакуровской волости»; с сентября 1919 г. — в составе Дуван-Кущинского; с 1922 г. — в составе Месягутовского кантонов этой республики);

- Михайловского района Екатеринбургского округа Уральской области (1923—1930 г. г.) — с созданием Уральской области (Свердловского округа Уральской области (1924—1930 г. г.) — с переименованием Екатеринбургского округа в Свердловский округ);
- Араслановского сельского совета Михайловского района Уральской области (1930—1932 гг.) — с упразднением округов Уральской области;
- Араслановского сельского совета Нязе-Петровского района Уральской области (1932—1934 гг.) — с укрупнением районов Уральской области[34];
- Нязепетровского района Челябинской области (с 1934 г.) — с созданием Челябинской области.

### Просвещение
До революции в селе действовала мечеть с медресе при ней. В постсоветское время возрождена работа мечети. В 1928 г. было начато строительство здания школы и закончено в 1931 г. По настоящее время ведётся обучение в средней общеобразовательной школе в деревянном здании, дополненном в последующие годы пристроями. Название школы изменялось несколько раз с момента основания: Араслановская татарская начальная школа (1931-1937 гг.), Араслановская татарская семилетняя школа (1937-1942 гг.), Араслановская татарская начальная школа (1942-1951 гг.), Араслановская татарская семилетняя школа (1951-1961 гг.), Араслановская татарская восьмилетняя школа (1961-1964 гг.), Араслановская средняя школа (1964-1995 гг.), муниципальное учреждение образования «Араслановская средняя общеобразовательная школа» (1995-2000 г.г.), муниципальное общеобразовательное учреждение «Араслановская средняя общеобразовательная школа» (2000-2011 гг.), муниципальное казённое общеобразовательное учреждение «Араслановская средняя общеобразовательная школа» (с 2011 г.).

### Занятость населения
Основной деятельностью населения села было сельское хозяйство. Входило в состав Шемахинского совхоза как Араслановское отделение. Выращивались кормовые, зерновые и овощные культуры. Велось животноводство (мясо-молочное скотоводство, пчеловодство). При этом, только в этом отделении во всем Нязепетровском районе, в 70-80-е годы XX века были орошаемые поля и выращивались овощные культуры (картофель, кочанная капуста, морковь посевная, свёкла обыкновенная), которые использовались для нужд района. Для системы орошения вода подавалась насосной станцией из реки Уфа по трубопроводу. Использовалась дождевальная система механизированного типа орошения с круговыми навесными дождевальными установками, прицепляемыми к тракторам ДТ-75. Так же существовала совхозная пасека. После распада СССР все это пришло в упадок и остались данные только в архивах и в старых номерах районных газет «Заря» и «Нязепетровские вести».

## Население
| 2002 | 2010 |
| ---- | ---- |
| 886  | ↘711 |

По данным Всероссийской переписи, в 2010 году численность населения села составляла 711 человек (351 мужчина и 360 женщин).
По данным Всероссийской переписи, в 2002 году национальный состав населения: татары (94 %), башкиры (5 % или 33 человека).
Население села является носителями златоустовского говора казанского диалекта татарского языка.

## Транспорт
Село связано грунтово-щебёночными дорогами с региональной автодорога 75К-011 Красноуфимск — Арти —Нязепетровск — Верхний Уфалей — Касли, с. Шемаха, и п. Арасланово, грунтовыми дорогами с с. Шемаха и д. Перевоз. 3 раза в неделю осуществляется автобусное сообщение с районным центром городом Нязепетроском. В 5 км восточнее села, на территории п. Арасланово расположена одноимённая железнодорожная станция Южно-Уральской железной дороги. Также в село можно добраться сплавляясь по реке Уфе из Нязепетровска или д. Перевоз.
Расстояния по автодорогам до:
- ближайшей железнодорожной станции:

5 км — в п. Арасланово;
82 км — в г. Верхний Уфалей
- сельского совета (с. Шемаха):

4 км — по грунтовке через брод;
12 км — через п. Арасланово
- районного центра (г. Нязепетровск): 36 км — через п. Арасланово
- областного центра (г. Челябинск):

230 км — через г. Нязепетровск - г. Верхний Уфалей - г. Кыштым - с. Аргаяш - с. Долгодеревенское - далее по М5 (ответвление на Екатеринбург) (AH7);
266 км — через г. Нязепетровск - г. Верхний Уфалей - г. Касли - рядом с с.Тюбук - далее, со 110 км, по М5 (ответвление на Екатеринбург) (AH7)
- г. Красноуфимск: 126 км — через пгт. Арти - далее по Р350 (Ачит-Кропачёво)
- г. Екатеринбург:

178 км — через с. Тюльгаш - г. Михайловск - г. Нижние Серги - далее по Р242(E 22) через г. Ревда;
207 км — через г. Нязепетровск - г.Верхний Уфалей - г. Полевской - далее по Р355 (Екатеринбург-Полевской)
- г. Уфа: 395 км — через г. Нязепетровск - с. Ункурда - с. Новобелокатай - с. Верхние Киги - с. Малояз - далее по Р350 через д. Тугузлы, пгт. Кропачёво - далее по M5(E 30, AH6)
- г. Пермь: 335 км — через пгт. Арти - далее по Р350 через г. Красноуфимск, пгт. Ачит - далее по Р242(E 22) через г. Кунгур

## Улицы
Уличная сеть села состоит из 14 улиц:
| - 22 съезда КПСС - Береговая - Гагарина - Горная - Калинина | - Кирова - Ленина - Лесная - Мира - Октябрьская | - Первомайская - Салавата Юлаева - Советская - Школьная |

## Общественные заведения
В селе есть:
- Муниципальное казённое общеобразовательное учреждение «Араслановская средняя общеобразовательная школа»[43]
- Детский сад «Айгуль» (до 2013 г. — в деревянных строениях, с 2015 г. типовой блочный)[44][45][46]
- Дом культуры (до 2014 г. — деревянный, 1 января 2016 г. введён в эксплуатацию новый из пеноблоков)[44][45][47]

## Интересные факты
- В селе имеется народный самодеятельный ансамбль «Ляйсан» (тат. Ләйсән) участвующая в межрегиональных и международных конкурсах в национальной татарской исторической аранжировке[48][49][50][51][52].
- На северной окраине села в настоящее время (2016 г.) находится геоглиф «СЛАВА ТРУДУ»[53]. Буквы высотой около 10 метров выложены на склоне из известняковых камней и побелены. Геоглиф создан был в 60-е годы XX века и представлял собой барельеф (головы, в профиль) В. И. Ленина, стилизованный контур пионерского значка, цифры двух годов (1917 и текущего года) и надпись «СЛАВА ТРУДУ». Барельеф был выполнен из красного кирпича (изображающие волосы, бороду и тени) и из известняка побеленного. Лицом был обращён на запад, при этом барельеф располагался в проекции продолжения улицы Ленина в селе. Правее (восточнее) барельефа расположены были надписи «СЛАВА ТРУДУ» и под ней по центру стилизованный пионерский значок в виде контура пятилучевой звезды и трех языков пламени, в центре которой цифра показывающая годовщину Октябрьской революции в текущем году. Все фигуры были выложены известняком и побелены. Правее от них так же были выложены цифры годов в 2 яруса, между которыми был выложен серп и молот. Ежегодно жителями села и учениками школы поддерживалось состояние геоглифа, подправлялись скатившиеся по склону камни, обновлялась побелка. После распада СССР элементы геоглифа пришли в упадок, уход остался только за надписью «СЛАВА ТРУДУ». Геоглиф виден как и с земли в зоне прямой видимости, так и на снимках со спутников, к примеру в «Google Maps» (прослеживаются все элементы геоглифа, а не только сохранившиеся в первозданном виде)[54].

## Галерея

Скала «Ѳй-таш» («Араслановская») с пещерой и за ней скала «Роговик»
Элемент «Араслановской писаницы»
«Голова шамана» на скале «Яман-таш» — естественная выемка в массиве скалы, напоминающая лицо человека
Дорога село Арасланово — посёлок Арасланово, на дальнем плане — участок Бардымского хребта
с. Арасланово, ул. Ленина
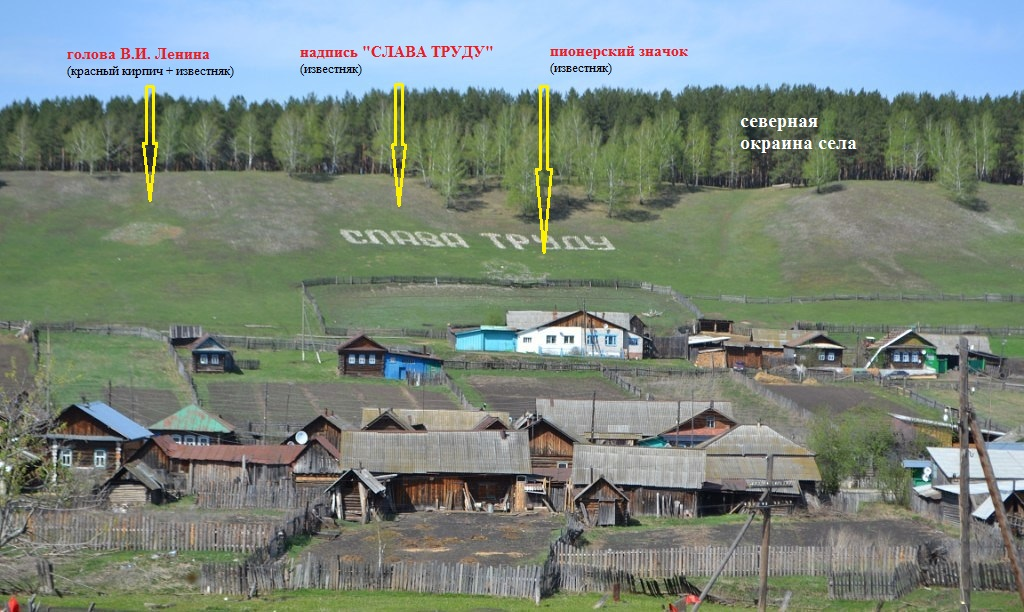
с. Арасланово. Советское прошлое
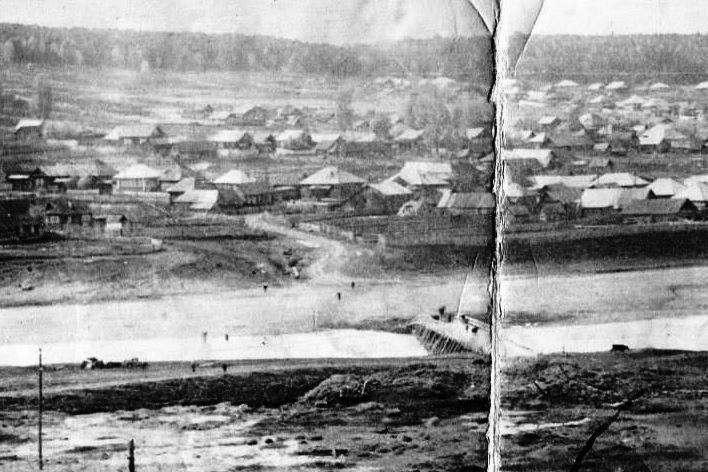
Деревянный свайный мост через реку Уфу, возводимый ранее ежегодно после весеннего паводка. 1958 г.

## Топографические карты
- Лист карты O-40-XXXVI Нязепетровск. Масштаб: 1 : 200 000. Состояние местности на 1986-1991 год. Издание 1993 г.
- Лист карты O-40-143 Шокурово. Масштаб: 1 : 100 000. Состояние местности на 1991 год. Издание 1992 г.